# Holosalenia
Holosalenia is een geslacht van uitgestorven zee-egels uit de familie Saleniidae.

## Soorten
- Holosalenia batnensis (Cotteau, Peron en Gauthier, 1878) † Cenomanien van Portugal en Noord-Afrika.
- Holosalenia somaliensis (Hawkins, 1935) † Senonien van Somalië en Oman.
- Holosalenia ammonitorum (Bandel & Geys, 1985) † Cenomanien Jordanië.
- Holosalenia hawkinsi (Checchia Rispoli, 1948) † Cenomanien van Somalië.
- Holosalenia bahiensis Castro Manso & Souza-Lima, 2007 † Albien, Brazilië.